# Sheila on 7

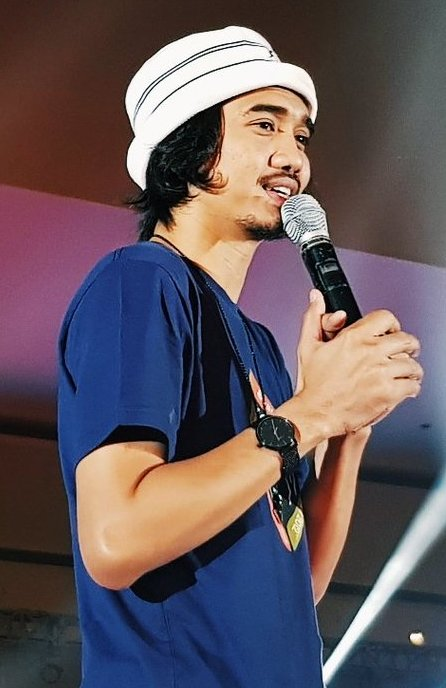
Sänger Akhdiyat Duta Mojo

Sheila on 7 ist eine indonesische Alternative-Rock-Band, die am 6. Juni 1996 in Yogyakarta gegründet wurde. Sheila on 7 ist die einzige Band Indonesiens, die dreimal hintereinander mehr als eine Million Alben allein in Indonesien verkaufen konnte.

## Geschichte
Ursprünglich hieß die Rockband Sheila Gank. Die Mitglieder der Band waren Eross Candra (E-Gitarre), Akhdiyat Duta Mojo (Gesang), Saktia Ari Seno (E-Gitarre), Adam Muhammad Subarkah (E-Bass) und Anton Widiastanto (Schlagzeuger). Die Band spielte für zwei Jahre nur bei Schulfesten in Yogyakarta und Umgebung. Erst im Jahr 1998 konnte sie ihre Musik aufnehmen, nachdem sie einen Vertrag mit der Firma Sony Music Entertainment Indonesia unterschrieben hatten. Mit diesem Vertrag musste die Band acht Musikalben aufnehmen.
Die Musiker traten später mit dem Bandnamen Sheila on 7 auf. Der Name Sheila war der Name einer Freundin der drei Mitglieder Eross, Duta und Adam und der Begriff on 7 bezeichnete die sieben Musikskalen. Sheila Gank ist seitdem der Spitzname ihrer Fanclubs. Sheila on 7 hat treue Zuhörer nicht nur in Indonesien, sondern auch in den Nachbarländern Singapur, Malaysia und Brunei.
Sheila on 7 hat seit ihrem Beginn in der indonesischen Musikindustrie viele Erfolge erzielt. Das gleichnamige Debütalbum der Band Sheila on 7 (1999)  war ein sehr großer Erfolg, gefolgt von zwei weiteren Alben Kisah klasik untuk masa depan (2000) und 07 Des (2002). Ihr Debütalbum Sheila on 7 wurde von Rolling Stone Indonesia in den 150 größten indonesischen Alben aller Zeiten auf Platz 33 eingestuft. Das Magazin listete auch die Songs Dan auf Platz 29 und Melompat Lebih Tinggi auf Platz 147 in den 150 größten indonesischen Songs aller Zeiten auf. Im Jahr 2003 veröffentlichte die Band ihren ersten Filmsoundtrack 30 hari mencari cinta. Ihr letztes Album war Musim yang baik (2014). Vier Jahre später veröffentlichte die Band ihre bis dato neuste Single Film Favorit (2018). Diese wurde von ihrem eigenen Musiklabel 507 Records aufgenommen. Die Band existiert jetzt schon über 20 Jahren in der Musikindustrie Indonesiens.

## Besetzung
Zu Beginn bestanden die Band aus folgenden Personen: Eross (E-Gitarre), Duta (Gesang), Sakti (E-Gitarre), Adam (E-Bass), Anton (Schlagzeug). Im Laufe der Zeit hat die Band mehrmals die Mitglieder gewechselt. Im Jahr 2004 musste sie sich von Anton (Schlagzeug) trennen. Dafür trat Brian als Ersatz in die Band ein. Als die Band das Album 507 (2006) aufnahm, trat Sakti (Gitarre) zurück, und Brian wurde zur gleichen Zeit der permanente Schlagzeuger in der Band.
| Name         | Eross Candra | Akhdiyat Duta Mojo   | Adam Muhammad Subarkah | Brian Kresno Putro |
| ------------ | ------------ | -------------------- | ---------------------- | ------------------ |
| Rufname      | Eross        | Duta                 | Adam                   | Brian              |
| Rolle        | E-Gitarre    | Gesang               | E-Bass                 | Schlagzeug         |
| Geburtsdatum | 3. Juli 1979 | 30. April 1980       | 22. Februar 1979       | 22. Januar 1981    |
| Geburtsort   | Yogyakarta   | Lexington (Kentucky) | Yogyakarta             | Jakarta            |

## Diskografie
- 1999: Sheila on 7
- 2000: Kisah klasik untuk masa depan
- 2002: 07 Des
- 2003: Ost.30 hari mencari cinta
- 2004: Pejantan tangguh
- 2005: The Very Best of Sheila on 7: Jalan terus
- 2006: 507
- 2008: Menentukan arah
- 2011: Berlayar
- 2014: Musim yang baik